# Assateague-Pony

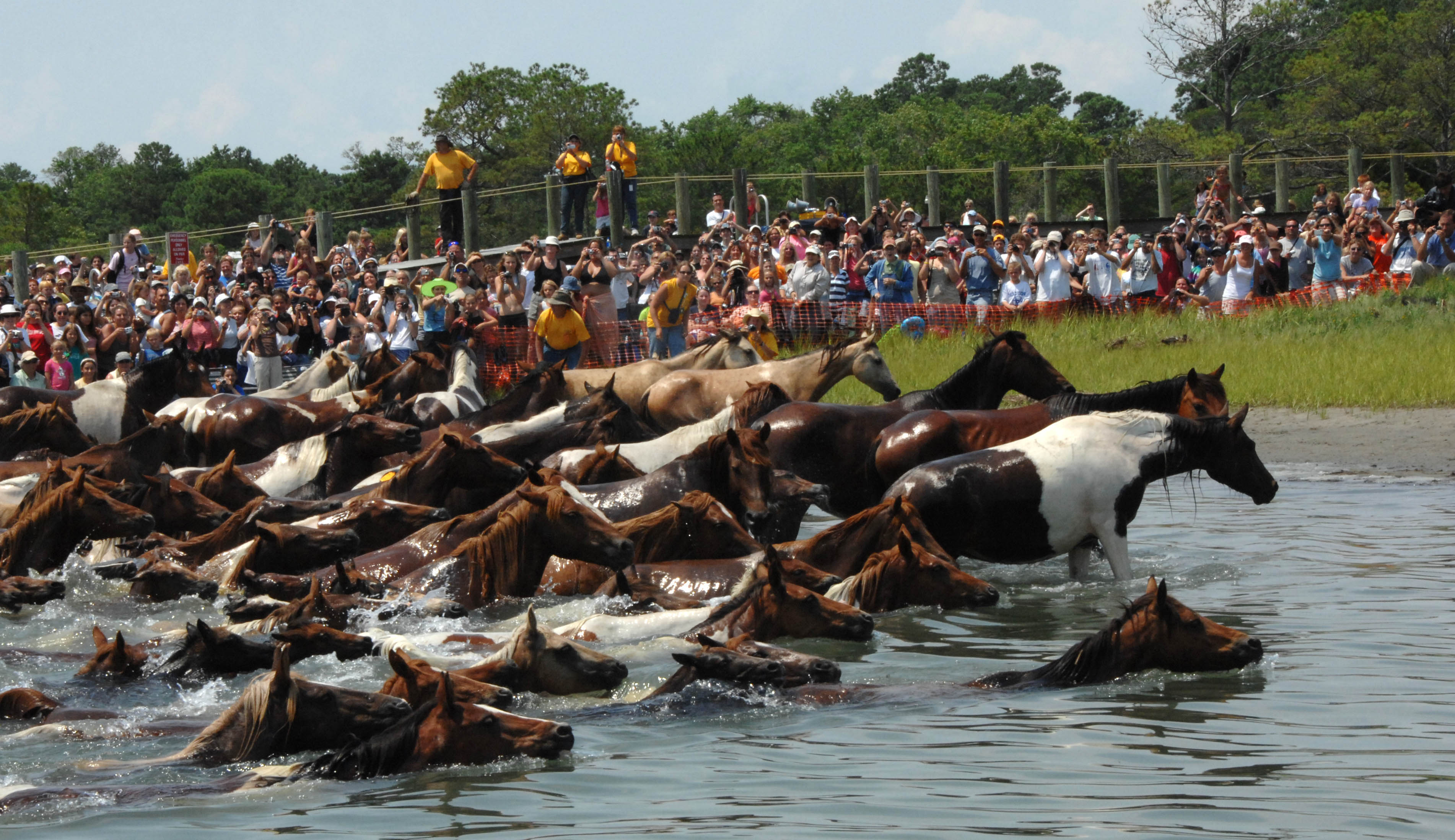
Chincoteague-Ponys, die auf der Insel ankommen

Das Assateague-Pony (auch Chincoteague-Pony) ist eine nordamerikanische Pferderasse, die auf der Atlantikinsel Assateague beheimatet ist. 

## Haltung
Die Ponys leben in freier Wildbahn, stehen aber unter menschlicher Obhut. 

## Exterieur

### Körperbau
Das Assateague-Pony zeigt oftmals Merkmale einer vernachlässigten Wildbahnzucht. Obgleich die Rasse etwas uneinheitlich ist, zeigen Rassevertreter meist folgende Merkmale:

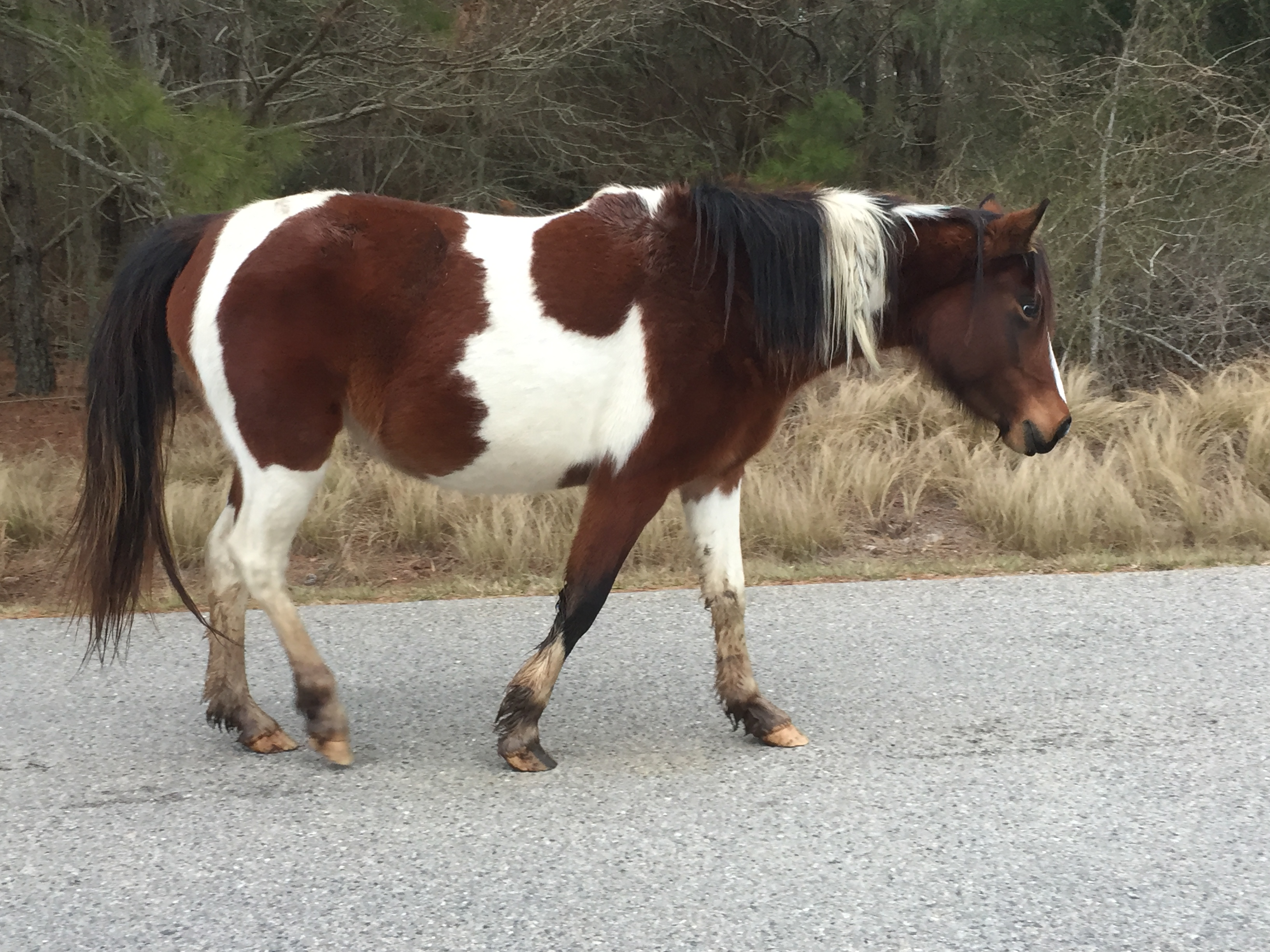
Die meisten Assateague-Ponys sind Schecken

- teils grober Kopf
- schwere Schultern
- kaum ausgeprägter Widerrist
- kurzer, kompakter Körper
- Die meisten Assateague-Ponys sind Scheckenschlechte Oberlinie
- schwaches Fundament
- leichter Kötenbehang

### Stockmaß
Obwohl das Stockmaß nur bei etwa 122 cm liegt, entspricht der Körperbau eher dem eines kleinen Pferdes als dem eines Ponys. 

### Farbgebung
Unter den Vertretern findet man alle Fellfarben, die meisten Assateague-Ponys sind jedoch Schecken.

## Interieur
Unter sorgfältiger Behandlung ist das Assateague-Pony ein intelligentes, robustes, williges und freundliches Pony, welches angeblich für Kinder gut geeignet ist. Allerdings existiert ebenfalls die Ansicht, trotz Einkreuzung von Welsh-Ponys, Shetlandponys und Pintos, diese Pferderasse nach europäischen Maßstäben als degeneriert anzusehen.

## Herkunft und Geschichte
Der Legende nach stammen die Ponys auf der Insel von spanischen Pferden ab, die sich bei einem Schiffbruch nahe der amerikanischen Ostküste schwimmend retten konnten. Eine andere Theorie besagt, dass frühe Siedler vom Festland oder der Nachbarinsel Chincoteague ihre Pferde dort frei ließen, um keine Steuern zahlen zu müssen.
Als man Anfang der 1920er Jahre auf die Ponys aufmerksam wurde, waren Inzesterscheinungen bereits deutlich festzustellen. Die harten Bedingungen auf der Insel sorgten aber andererseits dafür, dass nur die zähesten und genügsamsten Tiere überleben konnten. Wie alle verwilderten Pferde wurden sie unter den harten Lebensbedingungen im Laufe der Generationen kleiner und entsprechend zäher. Zur Blutauffrischung wurden Welsh-Ponys, Shetlandponys und  Pintos eingekreuzt.
Die Chincoteague Pony Breeders Association wurde 2006 gegründet.
Heute sind die Ponys in zwei Herden unterteilt, da der südliche Teil der Insel zum US-Bundesstaat Virginia und der nördliche zum US-Bundesstaat Maryland gehört. Die Herden sind durch einen sicheren Drahtzaun voneinander getrennt, der die Insel in zwei Teile teilt. Die Ponys der Virginia-Herde werden als Chincoteague-Ponys bezeichnet und gehören der Freiwilligen Feuerwehr von Chincoteague. Die Ponys der Maryland-Herde gehören dem National Park Service. Beide Herden werden auf die Zahl von etwa 150 erwachsenen Tieren begrenzt.
Jährlich werden die überschüssigen Chincoteague-Junghengste herausgefangen und schwimmend mit Hilfe von Booten zur Nachbarinsel Chincoteague getrieben, wo sie dann versteigert werden, weshalb es inzwischen nicht wenige Chincoteague-Züchter in den Vereinigten Staaten gibt. Der Gewinn wird für die Freiwillige Feuerwehr in Chincoteague sowie zur Erhaltung der Rasse verwendet.